# Félix Pérez Portela
Félix Pérez Portela (Adanero, Ávila, 21 de febrero de 1895-El Pozo del Tío Raimundo, Madrid, 1936) fue un sacerdote católico español, vicario general de la Diócesis de Jaén y deán de la S.I. Catedral de Jaén, considerado mártir por la Iglesia católica, ya que fue fusilado junto a Mons. Manuel Basulto, Obispo de Jaén y a otros muchos católicos, siendo beatificado el 13 de octubre de 2013 durante el pontificado de Francisco.

## Vida
D. Félix Pérez Portela nació en Adanero -Ávila-, el 21 de febrero de 1895. Hijo de Miguel Pérez (fallecido en 1937) y Saturnina Portela (fallecida en 1913). Ingresó en el Seminario de Madrid en 1907. En octubre de 1913 ingresó en el Colegio Español de San Jose, en Roma, donde permaneció cinco años cursando estudios de Teología y Derecho Canónico en la Universidad Gregoriana.
Recibió el Diaconado en 1917 y 10 de marzo de 1918 fue ordenado Presbítero por el Cardenal Rafael Merry del Val.
Regresó a España en 1918, a Madrid, nombrado Párroco de Cobeña (Madrid) en 1920 donde estuvo pocos meses.

### Deán de la catedral de Jaén
En junio de 1920 se trasladó a Jaén como secretario personal del obispo Manuel Basulto (paisano suyo). En 1935 fue nombrado vicario general de la Diócesis de Jaén. Ese mismo año Pío XI le nombra deán de la Santa Iglesia Catedral de Jaén.

## Cautiverio y muerte
El 2 de agosto de 1936 entraron unos 200 milicianos en el Palacio del Obispado (sito en la Plaza de Santa María, en Jaén), sobre las 11:30 horas, y detuvieron al Obispo Basulto, su hermana su cuñado, y el Deán Pérez Portela, siendo trasladados a la Catedral de Jaén, que sirvió de presidio improvisado para cientos de presos. El obispo y su familia y el deán fueron encerrados en la Sala de Cabildos de la Catedral. 
El director general de prisiones ordenó "disminuir la cantidad de presos acumulados" en la Catedral, que serían unos 1.200, y el 10 de agosto el director de la Prisión de Jaén recibió el siguiente telegrama; El Director General de Prisiones. De acuerdo con el Gobernador Civil entregue para su conducción a Alcalá de Henares cuatrocientos a quinientos reclusos de las que hallen en esas prisiones".
En la tarde del 11 de agosto, ordenaron formar en las naves laterales de la Catedral a unos 200 o 250 presos. Y fueron sacándolos de la Catedral. Sobre la 01:00 horas de la madrugada sacaron de la Catedral, por la Puerta del Sagrario, al Obispo, su hermana y su cuñado y al Deán, introduciéndolos en un coche, el resto de presos iban en camiones, y formando una comitiva con varios vehículos y camiones de milicianos y presos, se dirigieron a la estación de tren de la localidad de Espeluy, y montaron a todos los presos en un tren con destino a la prisión de Alcalá de Henares.
Sobre el mediodía del día 12 de agosto, el tren llegó la Estación de Santa Catalina, entre las estaciones de Vallecas y Villaverde, el tren fue asaltado por una turba de milicianos, ante lo cual se decidió que los Guardias abandonaran al tren y lo entregaran a los milicianos. Fueron conducidos los vagones hasta un lugar llamado "Caseta del Tío Raimuundo" y allí fueron sacados los presos asesinándolos por fusilamiento. Al parecer el Deán fue uno de los últimos en ser asesinado.
Se encuentra enterrado en la cripta de la iglesia del Sagrario de la Catedral de Jaén.

## Proceso de beatificación
El 21 de junio de 2010 la Congregación para las Causas de los Santos aprobó el carácter martirial de la muerte del obispo y sus cinco compañeros de martirio.